# Canton de Contes
Le canton de Contes est une circonscription électorale française située dans le département des Alpes-Maritimes et la région Provence-Alpes-Côte d'Azur.
À la suite du redécoupage cantonal de 2014, les limites territoriales du canton sont remaniées. Le nombre de communes du canton passe de 7 à 20.

## Histoire
Le canton est créé pour la première fois après la constitution du premier département des Alpes-Maritimes en 1793. Le 28 mars 1793, les commissaires Grégoire et Jagot nommés par la Convention nationale définissent en effet l'organisation du département en vingt cantons dont celui de Contes qu'ils rattachent au district de Nice,. Il est alors composé des communes de Contes, Drap, Berre, Châteauneuf et Coaraze. Il disparait par l'arrêté du 17 frimaire an X (8 décembre 1801) qui le rattache au canton de L'Escarène.
Le canton est recréé après l'annexion du comté de Nice à la France en 1860 et la création du second département des Alpes-Maritimes, par le décret impérial du 24 octobre 1860.
Il est marqué par l'importante présence du Parti communiste depuis la fin de la Seconde Guerre mondiale. En 2021, le canton bascule à droite après 51 ans d'appartenance au PCF.
Par décret du 24 février 2014, le nombre de cantons du département est divisé par deux, avec mise en application aux élections départementales de mars 2015. Le canton de Contes est conservé et s'agrandit. Il passe de 7 à 20 communes.

## Représentation

### Conseillers généraux de 1861 à 2015
| Période | Période          | Identité                                          | Étiquette             | Qualité |
| ------- | ---------------- | ------------------------------------------------- | --------------------- | --- |
| 1861    | 1869             | Marquis Félix Désiré de Constantin de Châteauneuf |                       | Vice-consul de Turquie à Nice Adjoint au Maire de Nice                                                                    |
| 1869    | 1872 (décès)     | Paul Gautier                                      |                       | Négociant, propriétaire à Nice et à Contes                                                                                |
| 1872    | 1877             | Jean Allardi                                      | Républicain           | Maire de Contes (1877-1878)                                                                                               |
| 1877    | 1883             | Lionel Alardi                                     | Républicain           | Avocat à Nice |
| 1883    | 1895             | Louis Cappatti                                    | Républicain           | Maire de Coaraze (1884-1892)                                                                                              |
| 1895    | 1901             | Jean Cappatti (fils du précédent)                 | Républicain           | Avoué, capitaine d'artillerie                                                                                             |
| 1901    | 1919             | Flaminius Raiberti                                | Républicain           | Avocat Président du Conseil Général (1911-1926) Député (1890-1922) Sénateur (1922-1929) Ministre (1920-1921 et 1922-1924) |
| 1919    | 1934             | André Gasiglia                                    | RG                    | Avoué à Nice Maire de Contes (1933-1939)                                                                                  |
| 1934    | 1937             | Henri Camous                                      | RG                    | Conseiller municipal de la section de La Vernéa, Contes                                                                   |
| 1937    | 1940             | Félix Ricolfi                                     | Rad.                  | Médecin - Maire de Contes (1939-1944)                                                                                     |
|         |                  |                                                   |                       | |
| 1945    | 1945 (démission) | Louis Anfosso                                     | PCF                   | Employé aux usines Lafarge à Contes                                                                                       |
| 1945    | 1951             | François Demattéis                                | app.PCF               | Homme d'affaires, Directeur général du Palais des Fêtes de Nice Maire de Contes                                           |
| 1951    | 1965 (décès)     | Albert Ollivier (1915-1965)                       | SFIO puis DVG puis SE | Médecin Maire de Contes                                                                                                   |
| 1966    | 1970             | Odile Ollivier-Mari (épouse d'A. Ollivier)        | SE                    | Assistante sociale Adjointe au maire de Contes                                                                            |
| 1970    | 1996 (décès)     | Roger Carlès                                      | PCF                   | Directeur de la Chambre d'agriculture Maire de Contes (1977-1996)                                                         |
| 1996    | 2015             | Francis Tujague,                                  | PCF                   | Ingénieur agronome Maire de Contes depuis 1996                                                                            |

### Conseillers d'arrondissement (de 1861 à 1940)
| Période                                  | Période          | Identité                                             | Étiquette   | Qualité |
| ---------------------------------------- | ---------------- | ---------------------------------------------------- | ----------- | --- |
| 1861                                     |                  | Comte Théodore de Orestis di Castelnuovo (1803-1884) |             | Ancien chambellan du Roi de Sardaigne, propriétaire à Coaraze                                               |
| avant 1869                               |                  | Louis Alardi (1806-1885)                             |             | Notaire et propriétaire foncier à Contes                                                                    |
|                                          |                  |                                                      |             | |
|                                          | 1885 (démission) | André Gasiglia                                       |             | Ancien employé de la Caisse de Crédit, avoué à Nice, maire de Contes                                        |
|                                          |                  |                                                      |             | |
| 1898                                     | Mai 1930 (décès) | Victor Dalbéra (1850-1930)                           | Républicain | Médecin-inspecteur des écoles, maire de Cantaron                                                            |
|                                          |                  |                                                      |             | |
| 1934                                     | 1940             | M. Contesso                                          |             | |
| 1940                                     |                  |                                                      |             | Les conseils d'arrondissement ont été suspendus par la loi du 12 octobre 1940 et n'ont jamais été réactivés |
| Les données manquantes sont à compléter. |                  |                                                      |             | |

### Conseillers départementaux depuis 2015
| Période élective | Période élective | Mandat | Mandat   | Identité          | Nuance | Nuance | Qualité                                                                        |
| ---------------- | ---------------- | ------ | -------- | ----------------- | ------ | ------ | ------------------------------------------------------------------------------ |
| 2015             | 2021             | 2015   | 2021     | Valérie Tomasini  |        | PCF    | Conseillère municipale de Tende (1995-2020)                                    |
| 2015             | 2021             | 2015   | 2021     | Francis Tujague   |        | PCF    | Maire de Contes depuis 1996                                                    |
| 2021             | 2028             | 2021   | en cours | Céline Duquesne   |        | DVD    | Consultante en gestion d'entreprise Adjointe au Maire de L'Escarène            |
| 2021             | 2028             | 2021   | en cours | Sébastien Olharan |        | LR     | Cadre de la fonction publique territoriale Maire de Breil-sur-Roya depuis 2020 |

#### Élections de mars 2015
À l'issue du premier tour des élections départementales de 2015, trois binômes sont en ballottage : Valérie Tomasini et Francis Tujague (PCF, 36,35 %), Yoann Saliba et Lydia Schénardi (FN, 33,49 %) et Michel Lottier et Henriette Royal Calcagno (Union de la Droite, 23,92 %). Le taux de participation est de 54,47 % (15 783 votants sur 28 974 inscrits) contre 48,55 % au niveau départemental et 50,17 % au niveau national.
Au second tour, Valérie Tomasini et Francis Tujague (PCF) sont élus avec 43,76 % des suffrages exprimés et un taux de participation de 57,89 % (7 164 voix pour 16 773 votants et 28 975 inscrits).

#### Élections de juin 2021
Le premier tour des élections départementales de 2021 est marqué par un très faible taux de participation (33,26 % au niveau national). Dans le canton de Contes, ce taux de participation est de 40,99 % (11 766 votants sur 28 708 inscrits) contre 34,55 % au niveau départemental. À l'issue de ce premier tour, deux binômes sont en ballottage : Valérie Tomasini et Francis Tujague (PCF, 41,03 %) et Céline Duquesne et Sébastien Olharan (Union à droite, 33,88 %).
Le second tour des élections est marqué une nouvelle fois par une abstention massive équivalente au premier tour. Les taux de participation sont de 34,3 % au niveau national, 37,61 % dans le département et 47,01 % dans le canton de Contes. Céline Duquesne et Sébastien Olharan (Union à droite) sont élus avec 50,55 % des suffrages exprimés (6 513 voix pour 13 498 votants et 28 712 inscrits),,.

## Composition

### Composition avant 2015
| Nom                      | Code Insee | Codepostal | Superficie (km2) | Population (dernière pop. légale) | Densité (hab./km2) |
| ------------------------ | ---------- | ---------- | ---------------- | --------------------------------- | ------------------ |
| Contes (chef-lieu)       | 06048      | 06390      | 19,47            | 7 187 (2012)                      | 369                |
| Drap                     | 06054      | 06340      | 5,54             | 4 341 (2012)                      | 784                |
| Cantaron                 | 06031      | 06340      | 7,38             | 1 337 (2012)                      | 181                |
| Berre-les-Alpes          | 06015      | 06390      | 9,58             | 1 278 (2012)                      | 133                |
| Bendejun                 | 06014      | 06390      | 6,35             | 949 (2012)                        | 149                |
| Châteauneuf-Villevieille | 06039      | 06390      | 8,38             | 896 (2012)                        | 107                |
| Coaraze                  | 06043      | 06390      | 17,14            | 783 (2012)                        | 46                 |

### Composition depuis 2015
Le nouveau canton de Contes est composé de vingt communes entières.
| Nom                            | Code Insee | Intercommunalité           | Superficie (km2) | Population (dernière pop. légale) | Densité (hab./km2) | Modifier                                    |
| ------------------------------ | ---------- | -------------------------- | ---------------- | --------------------------------- | ------------------ | ------------------------------------------- |
| Contes (bureau centralisateur) | 06048      | CC du Pays des Paillons    | 19,47            | 7 722 (2022)                      | 397                | modifier les données · modifier les données |
| Bendejun                       | 06014      | CC du Pays des Paillons    | 6,35             | 961 (2022)                        | 151                | modifier les données · modifier les données |
| Berre-les-Alpes                | 06015      | CC du Pays des Paillons    | 9,58             | 1 234 (2022)                      | 129                | modifier les données · modifier les données |
| Blausasc                       | 06019      | CC du Pays des Paillons    | 10,21            | 1 664 (2022)                      | 163                | modifier les données · modifier les données |
| Breil-sur-Roya                 | 06023      | CA de la Riviera française | 81,31            | 2 292 (2022)                      | 28                 | modifier les données · modifier les données |
| La Brigue                      | 06162      | CA de la Riviera française | 91,77            | 741 (2022)                        | 8,1                | modifier les données · modifier les données |
| Cantaron                       | 06031      | CC du Pays des Paillons    | 7,38             | 1 276 (2022)                      | 173                | modifier les données · modifier les données |
| Châteauneuf-Villevieille       | 06039      | Métropole Nice Côte d'Azur | 8,38             | 985 (2022)                        | 118                | modifier les données · modifier les données |
| Coaraze                        | 06043      | CC du Pays des Paillons    | 17,14            | 822 (2022)                        | 48                 | modifier les données · modifier les données |
| Drap                           | 06054      | Métropole Nice Côte d'Azur | 5,54             | 5 300 (2022)                      | 957                | modifier les données · modifier les données |
| L'Escarène                     | 06057      | CC du Pays des Paillons    | 10,67            | 2 563 (2022)                      | 240                | modifier les données · modifier les données |
| Fontan                         | 06062      | CA de la Riviera française | 49,61            | 309 (2022)                        | 6,2                | modifier les données · modifier les données |
| Lucéram                        | 06077      | CC du Pays des Paillons    | 65,52            | 1 249 (2022)                      | 19                 | modifier les données · modifier les données |
| Moulinet                       | 06086      | CA de la Riviera française | 41,07            | 253 (2022)                        | 6,2                | modifier les données · modifier les données |
| Peille                         | 06091      | CC du Pays des Paillons    | 43,16            | 2 205 (2022)                      | 51                 | modifier les données · modifier les données |
| Peillon                        | 06092      | CC du Pays des Paillons    | 8,70             | 1 427 (2022)                      | 164                | modifier les données · modifier les données |
| Saorge                         | 06132      | CA de la Riviera française | 86,78            | 432 (2022)                        | 5,0                | modifier les données · modifier les données |
| Sospel                         | 06136      | CA de la Riviera française | 62,39            | 3 807 (2022)                      | 61                 | modifier les données · modifier les données |
| Tende                          | 06163      | CA de la Riviera française | 177,47           | 1 898 (2022)                      | 11                 | modifier les données · modifier les données |
| Touët-de-l'Escarène            | 06142      | CC du Pays des Paillons    | 4,57             | 303 (2022)                        | 66                 | modifier les données · modifier les données |
| Canton de Contes               | 0610       |                            | 807,07           | 37 443 (2022)                     | 46                 | modifier les données                        |

## Démographie

### Démographie avant 2015
| 1962  | 1968  | 1975  | 1982   | 1990   | 1999   | 2006   | 2011   | 2012   |
| ----- | ----- | ----- | ------ | ------ | ------ | ------ | ------ | ------ |
| 5 815 | 7 216 | 8 260 | 11 353 | 14 098 | 15 484 | 16 150 | 16 549 | 16 771 |

### Démographie depuis 2015
En 2022, le canton comptait 37 443 habitants, en évolution de +2,29 % par rapport à 2016 (Alpes-Maritimes : +2,85 %, France hors Mayotte : +2,11 %).
| 2013   | 2018   | 2022   |
| ------ | ------ | ------ |
| 36 185 | 36 844 | 37 443 |